# Синакантан
Синаканта́н (исп. Zinacantán) — посёлок в Мексике, штат Чьяпас, входит в состав одноимённого муниципалитета и является его административным центром. Численность населения, по данным переписи 2020 года, составила 5575 человек.

## Общие сведения
Название Zinacantán с языка науатль можно перевести как — место летучих мышей.
Поселение было основано в доиспанский период народом цоцили. Оно являлось важным торговым центром.
В 1486 году регион был захвачен ацтекским генералом Тлильтотлем, командовавшим войсками императора Ауисотля.
В 1524 году в поселение прибыли испанские колонисты, а позднее доминиканские монахи построили церковь Святого Лаврентия для евангелизации местного населения.
В 1774 году деревня Синакантан упоминается в принадлежности к мэрии Сьюдад-Реаля.
В 1882 году Синакантан становится административным центром муниципалитета, но в 1883 году штат Чьяпас перемежёвывается в 12 департаментов, а посёлок входит в состав департамента Сан-Кристобаль.
В 1900 году в посёлке проживало 3144 человек.
23 ноября 1922 года Синакантан вновь становится административным центром муниципалитета.

## Примечания

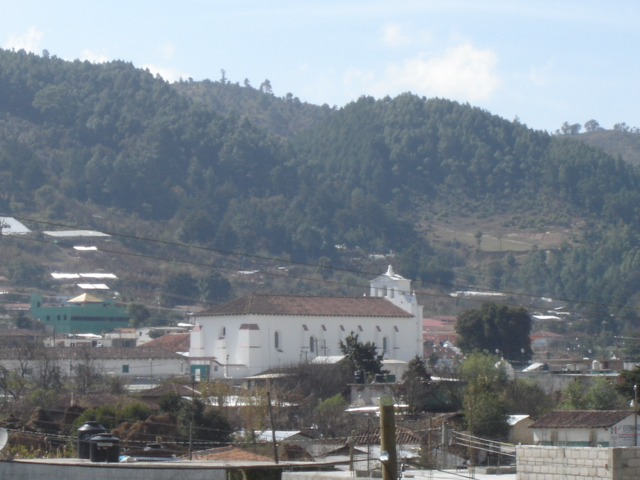
Городская церковь Святого Лаврентия